# Серратус
Серратус (лат. denarius serratus) — форма карбування денарія у часи пізньої республіки.
Назва походить від зубчатого, багато раз надрізаного краю монети. З лат. Serratus — означає зазубрений, надпиляний. Такі спеціальні краї у монети викарбовувались для того, щоб показати, що вона зроблена із суцільного срібла, та немає дешевої середини. З іншої сторони це був свого роду захист від обпилювання чи обрізання монети.
За Тацитом (Germania, Kap. 5) такі серратуси особливо були популярні у германських племен.
Така техніка оброблення країв монети рифленням, чи надписами відродилася знову у 16 столітті. У грошовій єврозоні край серратуса тепер нагадує 10 сентова монета.
1. 1 2  http://science.trajan.ru/publications/ser.pdf